# Shrek (franquia)
Shrek é uma franquia de filmes de animação computadorizada direcionados principalmente ao público infantojuvenil e os diversos outros itens que estes filmes inspiraram. Foi criada em 2001 pela DreamWorks Animation com o longa-metragem animado Shrek, vagamente baseado no livro infantil Shrek! de William Steig, publicado em 1990. Desde então, a DreamWorks lançou mais três longas-metragens (e, paralelamente, alguns curtas-metragens) continuando a história do primeiro filme, construindo uma das séries de maior sucesso da atualidade. Além dos filmes, foram lançados também videogames, uma série spin-off, um musical, entre vários outros itens levando a marca.
Shrek (nome oriundo da palavra germânica Schreck, que significa "medo" ou "terror") é como chama do protagonista da série: um ogro verde, grande e sem modos que vive sozinho e satisfeito em seu pântano e exerce hábitos peculiares como tomar banho de lama e comer olhos, ratos e insetos, espantando qualquer um que se aproxime de seus domínios. A série foca no seu relacionamento com seu amor, a princesa Fiona, com quem percebe gostos em comum e acaba formando uma família, consequentemente abandonando sua natureza de isolação, bem como os personagens de contos de fada de quem ele acaba se tornando amigo, como o Burro falante e o Gato de Botas, e os vilões ambiciosos e arrogantes que ele enfrenta, incluindo Lord Farquaad, um ditador esnobe de um povo manipulado, uma Fada Madrinha, seu filho Príncipe Encantado e Rumpelstiltskin. Misturado ao tema de fantasia e contos de fadas, a série conta com diversas referências humorísticas e satíricas à cultura popular ocidental, o que também a torna em parte dedicada a um público mais maduro.
A série recebeu prestígio da crítica. Em maio de 2010, o jornal The New York Times observou que a criação dos personagens principais da série foi "brilhante": "mesmo uma década depois do primeiro filme, eles continuam sendo fusões vitais e envolventes de imagem, personalidade e voz como quaisquer outros personagens na história da animação." A série também teve um excelente sucesso comercial, sendo a segunda franquia animada mais lucrativa de todos os tempos e a décima sexta entre todas as franquias cinematográficas. O primeiro filme da série também venceu o óscar de melhor filme de animação em 2002.

## Lista de mídias

### Filmes
| Filme                        | Data de lançamento     | Diretor(es)                                  | Roteirista(s)                                                  | História(s)                                                    | Produtor(es)                                       |
| ---------------------------- | ---------------------- | -------------------------------------------- | -------------------------------------------------------------- | -------------------------------------------------------------- | -------------------------------------------------- |
| Shrek                        | 18 de maio de 2001     | Vicky Jenson e Andrew Adamson                | Ted Elliott, Joe Stillman, Terry Rossio e Roger S. H. Schulman | Ted Elliott, Joe Stillman, Terry Rossio e Roger S. H. Schulman | Aron Warner, John H. Williams e Jeffrey Katzenberg |
| Shrek 2                      | 19 de maio de 2004     | Kelly Asbury, Conrad Vernon e Andrew Adamson | Joe Stillman, J. David Stem, David N. Weiss e Andrew Adamson   | Andrew Adamson                                                 | Aron Warner, David Lipman e John H. Williams       |
| Shrek the Third              | 18 de maio de 2007     | Raman Hui e Chris Miller                     | Aron Warner, Chris Miller, Jeffrey Price e Peter S. Seaman     | Andrew Adamson                                                 | Aron Warner                                        |
| Shrek Forever After          | 21 de maio de 2010     | Mike Mitchell                                | Darren Lemke e Josh Klausner                                   | Darren Lemke e Josh Klausner                                   | Gina Shay e Teresa Cheng                           |
| Puss in Boots                | 28 de outubro de 2011  | Chris Miller                                 | Tom Wheeler                                                    | Tom Wheeler, Will Davies e Brian Lynch                         | Latifa Ouaou e Joe M. Aguilar                      |
| Puss in Boots: The Last Wish | 21 de dezembro de 2022 | Joel Crawford e Januel Mercado               | Paul Fisher                                                    | Paul Fisher                                                    | Mark Swift                                         |
| Shrek 5                      | 1 de Julho de 2026     | 1 de Julho de 2026                           | 1 de Julho de 2026                                             | 1 de Julho de 2026                                             | 1 de Julho de 2026                                 |

### Curtas-metragens
Extras de VHS/DVD/outras mídias
| Ano  | Título (original)                      | Título (Brasil)                | Título (Portugal)       | Inclusão                                                                       |
| ---- | -------------------------------------- | ------------------------------ | ----------------------- | ------------------------------------------------------------------------------ |
| 2001 | Shrek in the Swamp Karaoke Dance Party |                                |                         | VHS de Shrek; DVD especial de 2 discos de Shrek                                |
| 2004 | Far Far Away Idol                      | Ídolo de Tão Tão Distante      | Ídolos de Bué Bué Longe | VHS/DVD de Shrek 2                                                             |
| 2010 | Donkey's Caroling Christmas-tacular    |                                |                         | DVD de Shrek Forever After; box Shrek: The Whole Story                         |
| 2011 | Thriller Night                         |                                |                         | DVD de Scared Shrekless; Shrek's Thrilling Tales/Shrek's Spooky Stories        |
| 2011 | The Pig Who Cried Werewolf             |                                |                         | Nintendo Video do Nintendo 3DS; Shrek's Thrilling Tales/Shrek's Spooky Stories |
| 2012 | Puss in Boots: The Three Diablos       | Gato de Botas: Os Três Diablos |                         | DVD de Puss in Boots                                                           |

Lançamentos em DVD/atrações
| Ano  | Título (original) | Título (Brasil) | Título (Portugal) |
| ---- | ----------------- | --------------- | ----------------- |
| 2003 | Shrek 4-D         |                 |                   |

Especiais de TV
| Ano  | Título (original) | Título (Brasil)  | Título (Portugal)      |
| ---- | ----------------- | ---------------- | ---------------------- |
| 2007 | Shrek the Halls   | Shrek no Natal   | A Todos um Shrek Natal |
| 2010 | Scared Shrekless  | Assustando Shrek | O Susto de Shrek       |

### Videogames
Com o sucesso dos filmes, vários videogames foram produzidos para diversas plataformas. Os jogos da série principal são de aventura, e os outros de corrida ou luta.
Série principal
| Ano  | Título               | Plataformas                                        |
| ---- | -------------------- | -------------------------------------------------- |
| 2001 | Shrek                | Xbox                                               |
| 2002 | Shrek: Treasure Hunt | PlayStation                                        |
| 2004 | Shrek 2              | PC, PS2, Xbox, GameCube, GBA                       |
| 2007 | Shrek the Third      | PC, Xbox 360, Wii, PS2, PSP, Nintendo DS, GBA, iOS |
| 2010 | Shrek Forever After  | PC, PS3, Xbox 360, Wii, Nintendo DS, iOS           |
| 2011 | Puss in Boots        | PS3, Xbox 360, Wii, Nintendo DS                    |

Outros
| Ano  | Título                                          | Plataformas                               |
| ---- | ----------------------------------------------- | ----------------------------------------- |
| 2001 | Shrek: Fairy Tale Freakdown                     | GBC                                       |
| 2001 | Shrek Game Land Activity Center                 | PC                                        |
| 2002 | Shrek: Hassle at the Castle                     | GBA                                       |
| 2002 | Shrek Extra Large                               | GameCube                                  |
| 2002 | Shrek Swamp Kart Speedway                       | GBA                                       |
| 2002 | Shrek: Treasure Hunt                            | PS1                                       |
| 2003 | Shrek Super Party                               | PS2, GameCube, Xbox                       |
| 2003 | Shrek: Reekin' Havoc                            | GBA                                       |
| 2004 | Shrek 2 Activity Center: Twisted Fairy Tale Fun | PC                                        |
| 2004 | Shrek 2: Team Action                            | PC                                        |
| 2004 | Shrek 2: Beg for Mercy                          | GBA                                       |
| 2005 | Shrek SuperSlam                                 | PC, PS2, GameCube, Xbox, Nintendo DS, GBA |
| 2006 | Shrek Smash n' Crash Racing                     | PS2, GameCube, PSP, Nintendo DS, GBA      |
| 2007 | Shrek n'Roll                                    | Xbox Live Arcade                          |
| 2008 | Shrek's Carnival Craze Party Games              | PC, PS2, Wii, Nintendo DS                 |
| 2008 | Shrek: Ogres & Dronkeys                         | Nintendo DS                               |
| 2009 | Shrek Kart                                      | iOS                                       |
| 2011 | Fruit Ninja: Puss in Boots                      | iOS, Android                              |
| 2012 | Shrek's Fairytale Kingdom                       | iOS                                       |
| 2013 | Shrek Alarm                                     | iOS                                       |

### Outras mídias
| Ano  | Título (original)               | Título (Brasil)               | Título (Portugal)              | Formato               |
| ---- | ------------------------------- | ----------------------------- | ------------------------------ | --------------------- |
| 2008 | Shrek the Musical               | Shrek: o Musical              | Shrek: o Musical               | peça musical          |
| 2015 | The Adventures of Puss in Boots | As Aventuras do Gato de Botas | As Aventuras do Gato das Botas | série de TV (Netflix) |

## Resumo da trama e descrição

### Shrek(2001)
- Direção: Andrew Adamson, Vicky Jenson

Shrek é um ogro que vive só e tranquilo em seu pântano, assustando aldeões que tentam se aproximar dele. Um dia, é surpreendido quando Lord Farquaad, líder da terra de Duloc, envia milhares de criaturas de contos de fada para seus domínios. Farquaad concorda em devolver seu pântano do jeito que era antes contanto que Shrek aceite resgatar a Princesa Fiona, com quem Farquaad pretende se casar para virar rei.
Shrek parte, então, junto a um burro falante chamado Burro, com quem ele faz amizade, até o castelo onde a princesa está aprisionada e a liberta de forma inusitada, enquanto Burro acaba criando um relacionamento amoroso com o dragão fêmea que guarda o castelo. No caminho de volta para Duloc, Shrek e Fiona acabam se apaixonando, porém ela não revela que se transforma em ogra à noite por causa de uma maldição, o que mais tarde causa uma briga entre os dois.
No entanto, encorajado por Burro, Shrek decide se desculpar. Durante o casamento de Fiona com Farquaad, ele entra na igreja e protesta, dizendo a Fiona que Farquaad só está se casando com ela para virar rei. Fiona se transforma em ogra na frente de todos e, com a ajuda do Dragão, Shrek derrota Farquaad. Shrek e Fiona então se casam e a maldição de Fiona é quebrada, fazendo-a tomar forma permanente de ogra.

### Shrek 2(2004)
- Direção: Andrew Adamson, Kelly Asbury, Conrad Vernon

Shrek e Fiona agora são ogros recém-casados vivendo no pântano. Eles recebem um convite do rei Harold e da rainha Lillian do reino de Tão Tão Distante – os pais de Fiona – para visitarem o reino e celebrar em família o casamento da princesa com o "príncipe" que a salvou. No entanto, ninguém suspeita que eles são um casal ogro, o que causa uma comoção geral quando eles chegam, além de um grande desentendimento entre Shrek, Harold e Fiona.
A Fada Madrinha e seu filho Príncipe Encantado, que resgataria Fiona caso Shrek não o tivesse feito, demonstram um desprezo pela princesa ter se casado com um ogro e planejam secretamente acabar com o casamento deles e fazer Fiona se casar com Encantado. Eles tentam isso de diversas maneiras ao longo do filme.
Shrek e Burro acabam conhecendo o Gato de Botas, contratado por Harold, sob pressão da Fada Madrinha, para eliminar Shrek. Ao invés de eliminar os dois, no entanto, o gato acaba se tornando amigo deles e os ajudando em sua aventura. Juntos, os três se infiltram na fábrica da Fada e roubam a "Poção Felizes para Sempre", que promete a quem toma reconciliar relacionamentos. Shrek e Burro bebem a poção e se transformam num homem belo e forte e num alazão, respectivamente. A poção também faz Fiona voltar à sua forma humana.
Até o fim da noite seguinte, Encantado, que Fiona ainda não conhece, finge ser Shrek sob o efeito da poção e, junto a Harold, a Fada Madrinha planeja fazer Fiona tomar uma poção do amor para se apaixonar pelo príncipe. Este plano falha, pois Harold o boicota secretamente ao entender Shrek e passar a respeitar o desejo de sua filha. Na festa de cerimônia de Encantado e Fiona, Shrek impede o beijo entre eles, revelando sua verdadeira forma humana e desmascarando Encantado, que, irado, parte ao ataque com sua mãe. O rei, num ato de sacrifício, se joga na frente do ataque mágico da Fada, que ricocheteia e acaba a atingindo mortalmente. Harold não morre, mas a magia o faz voltar à sua forma original – um sapo. Ao chegar o horário-limite da poção, Shrek e Fiona se beijam, quebrando o efeito dela, ou seja, os transformando de volta em ogros e Burro de volta em burro. Tocado pela história, o povo de Tão Tão Distante passa a aceitar o casal ogro e o filme termina com uma grande festa, onde o agora órfão Encantado é vítima das paqueras de Dóris, a irmã feia.

### Shrek the Third(2007)
- Direção: Chris Miller

O Príncipe Encantado, agora trabalhando como ator de teatro, é motivo de ridículo por ter falhado em se casar com Fiona. Tomado por mágoa e desejo de vingança, forma uma aliança de vilões para tomar o Reino de Tão Tão Distante. Enquanto isso, Shrek vive no reino com sua esposa Fiona e seus amigos. Como agora é filho adotivo de Harold, é o herdeiro para o trono do reino, mas acredita que não se encaixa no cargo. Harold fica muito doente e, pouco antes de falecer, indica que só há um herdeiro que não Shrek: seu sobrinho Arthur Pendragon.
Shrek, Burro e Gato partem num navio para recrutar o jovem Arthur, um adolescente que estuda na universidade de Worcestershire, numa ilha distante. Um pouco antes, no entanto, Fiona revela que está grávida, deixando Shrek preocupado. Apesar de relutâncias e complicações envolvendo Arthur, eles conseguem voltar ao reino com a ajuda do mago Merlin, que acidentalmente faz Burro e Gato trocarem de corpo.
Quando eles chegam, no entanto, o reino está tomado pelo exército do príncipe. Shrek e Arthur são capturados para serem executados enquanto os demais são aprisionados. Com a ajuda da rainha Lillian, a princesa Fiona e suas amigas princesas, os demais conseguem escapar, porém Encantando planeja matar Shrek em público numa performance teátrica.
Em meio a escaramuças envolvendo Arthur, Shrek, Encantado e os vilões no meio do palco, Arthur convence os vilões que eles não são perdedores, fazendo-os abandonar a aliança com Encantando. O Dragão então bate numa torre do cenário que cai em cima de Encantado. Após o reino voltar ao normal, Arthur é coroado. Shrek, Fiona, Gato, Burro e os outros retornam ao pântano, onde Shrek conhece os seus filhos Flatus, Fergus e Felicia.

### Shrek Forever After(2010)
- Direção: Mike Mitchell

Rumpelstiltskin é um personagem com poderes mágicos, capaz de fazer magias mirabolantes mediante contratos. Porém, ele também é conhecido por se aproveitar de seus clientes e fazê-los agir de acordo com seus interesses. É revelado que, um pouco antes de Fiona ser resgatada por Shrek, o rei Harold e a rainha Lillian estiveram a ponto de fechar um contrato com Rumpelstiltskin entregando seu reino a ele em troca da libertação de Fiona, mas receberam a notícia do salvamento segundos antes de assinarem. Isto criou em Rumpelstiltskin um ódio por Shrek e um desejo de eliminá-lo para conseguir o que queria.
Enquanto isso, Shrek, que vive uma vida social agitada com sua família e seus muitos amigos, sente saudades da época em que era um ogro solitário e vivia assustando aldeões. Em meio a uma briga com Fiona no aniversário de seu filho, ele sai furioso de casa e no caminho encontra Rumpelstiltskin, que se propõe a realizar seu desejo em troca de um dia de sua infância. Shrek aceita e é então transportado para um presente alternativo onde ele ainda é um ogro isolado e temido. Apesar de ficar feliz no começo, ele percebe que nessa realidade ninguém o conhece e acaba descobrindo que Tão Tão Distante é agora um reino pobre e decrépito liderado por Rumpelstiltskin. Num encontro, o vilão explica a situação toda para Shrek: ele eliminou o dia em que Shrek nasceu, o que fará o ogro deixar de existir assim que o sol se pôr.
Shrek acaba encontrando o Burro dessa realidade, que também não o conhece. A certo ponto, ele descobre que o contrato é anulado caso ele beije Fiona, seu verdadeiro amor. Nesta realidade, porém, Fiona é uma guerreira que chefia uma resistência de ogros contra a tirania de Rumpelstiltskin. Ele tenta fazer de tudo para beijá-la, mas ela está mais preocupada em planejar a emboscada.
Rumpelstiltskin resolve oferecer um contrato infinito para qualquer um que o trouxer Shrek vivo. Após a emboscada falhar e os ogros serem capturados, Shrek oferece a si mesmo para o vilão, obrigando-o a realizar um desejo. Shrek pede a libertação de todos os ogros. Este ato heroico comove Fiona, fazendo-a beijar Shrek e devolvendo sua vida.

### Puss in Boots(2011)
- Direção: Chris Miller

Este filme foca na história de vida do Gato de Botas, explicando como ele se tornou um matador e mostrando seu relacionamento com a gata Kitty Pata-Mansa e o ovo Humpty Alexandre Dumpty.
Desejando os lendários feijões mágicos, Gato vai até a residência dos criminosos Jack e Jill, onde encontra uma misteriosa gata mascarada que também está tentando roubar os feijões. Ambos fracassam, e Gato segue a gata, cujo nome é Kitty Pata-Mansa - devido às suas garras terem sido arrancadas -, até uma base onde há vários outros gatos, onde é revelado que ela foi contratada pelo ambicioso ovo Humpty Alexandre Dumpty, um amigo de infância de Gato por quem ele guarda rancor por tê-lo traído.
Após ser perguntado por Kitty, Gato conta sua história de vida até então. Quando filhote, ele foi adotado por uma mulher da vila de São Ricardo chamada Ismelda e fez amizade com Humpty. Os dois amigos cresceram juntos e viveram muitas aventuras. Com o tempo, no entanto, Gato ficou famoso pelo seu heroísmo e Humpty, sentido inveja do amigo, seguiu o caminho oposto, se envolvendo em vários crimes. Um dia, Gato decidiu que não o ajudaria mais a cometer ilegalidades. Mesmo assim, Humpty conseguiu fazer com que Gato o ajudasse a roubar o banco de São Ricardo, sem ele perceber, mas quando Humpty pediu para ser salvo, Gato decidiu fugir da cidade, fazendo o amigo ser preso.   
Humpty convence o Gato a lhe dar uma segunda chance, e os dois, juntamente a Kitty, conseguem com sucesso roubar os feijões mágicos de Jack e Jill e realizar o ritual para plantá-los. No meio da aventura, Kitty e Gato acabam desenvolvendo uma afeição. O pé de feijão gigante os transporta até um castelo no céu, onde conseguem roubar o filhote do ganso, que bota ovos dourados.
No caminho de volta para a vila, o grupo cai numa emboscada de Jack e Jill, e Gato acaba desmaiando. Quando ele acorda, ele percebe que Jack, Jill, Kitty e até mesmo o comandante da cidade trabalham para Humpty, que buscava sua vingança contra Gato. Humpty é aclamado como herói enquanto Gato é preso.
Na prisão, Gato conhece João Pé de Feijão, que revela que a mãe gigante do filhote ganso virá para resgatá-lo e destruirá toda a vila, e Gato percebe que a intenção de Humpty era essa desde o começo, para se vingar dos aldeões por o terem perdido. 
Após ser libertado por Kitty, que decidiu ajudá-lo, Gato consegue convencer Humpty a desistir da sua vingança. Eles conseguem usar o filhote ganso como uma isca para afastar a mãe ganso da cidade, mas em determinado momento Gato acaba tendo que escolher entre salvar a cidade e salvar Humpty. Não querendo deixar o amigo com essa escolha, Humpty se sacrifica, mostrando que após tantas traições e maldades, ele ainda era bom por dentro. Após um impacto, é revelado que Humpty era um ovo dourado por debaixo de sua casca.
Gato é aclamado como herói pelos aldeões, ainda que a milícia ainda o veja como um fugitivo. Ele se desculpa com Ismelda e os dois correm para fora da vila.

### Puss in Boots: The Last Wish(2022)
- Direção: Joel Crawford

Continuação do spin-off que também se passa após a série principal.
Após Gato perder a oitava de suas nove vidas, um médico sugere que ele se aposente para evitar perigos, mas ele se recusa, dizendo que "ri na presença da morte". No entanto, Gato começa a ser assombrado por um misterioso lobo sombrio que é a personificação da morte. Após uma luta com a entidade, Gato percebe que não é páreo para ele e perde sua espada. 
Temendo perder sua última vida, Gato decide finalmente se aposentar, se mudando para um humilhante e tedioso retiro de gatos, onde conhece um pequeno cachorro órfão disfarçado de gato a quem ele dá o apelido de Perro. Após um tempo, o retiro é invadido pela Cachinhos Dourados e sua família de ursos, que querem recrutar Gato para ajudá-los a encontrar a Estrela do Pedido, que concede um único desejo a quem tiver o mapa de sua localização. Eles deixam o local achando que Gato está morto. Visando a possibilidade de pedir mais vidas, Gato decide voltar a ser um aventureiro, dessa vez em busca do mapa para achar a Estrela. Inicialmente sem ele perceber, Perro o acompanha.
Na residência do arrogante e ambicioso empresário João Trombeta, Gato reencontra Kitty Pata-Mansa, que também deseja o mapa, além da Cachinhos e sua família de ursos. Após uma breve escaramuça, Gato, Kitty e Perro conseguem escapar com o mapa.
O grupo vai até a Floresta Negra, que muda completamente de acordo com quem olha o mapa. Nas cenas seguintes, Os três grupos (o de Gato, o de Cachinhos e o de João Trombeta) disputam constantemente pela posse do mapa e embarcam numa corrida para chegar até a Estrela.
Quando finalmente chega na Estrela, Gato vê a figura da Morte novamente e tem uma nova batalha com ele, dessa vez demonstrando coragem e fazendo a Morte desistir. Gato decide aproveitar sua última vida ao máximo em vez de pedir por mais vidas. Ele, Kitty e Cachinhos, desistindo da ideia de realizar um desejo após perceberem o valor de suas vidas, resolvem rasgar o mapa, para o desapontamento de João Trombeta.
Na última cena, Gato, Kitty e Perro roubam um navio para ir até o Reino de Tão Tão Distante onde visitarão os velhos amigos de Gato novamente. 

### Curtas-metragens
Paralelamente à série principal, foram lançados também alguns curtas-metragens com pequenas histórias envolvendo os personagens da série. Houve dois especiais de TV, Shrek the Halls (especial de Natal de 2007) e Scared Shrekless (especial de Halloween de 2010), além do minifilme 3D da série, Shrek 4-D, lançado em 2003 em DVD e como atração em parques temáticos. Ademais, pequenos extras foram incluídos em DVDs e outras mídias.

### Série de TV
Na série animada As Aventuras do Gato de Botas, que estreou em 2015, Gato é o vigilante que defende a cidade de San Lorenzo de frequentes invasores após ter acidentalmente quebrado o feitiço que protegia o tesouro guardado nela do mundo exterior. Ele também tenta achar uma maneira de restaurar o feitiço de proteção.

### Musical
- Letra e libreto: David Lindsay-Abaire

O musical da série, que estreou em 2008, reconta a história do primeiro filme com algumas situações a mais.

## Lançamentos futuros

### Quinto filme (N/A)
Após o sucesso de Shrek 2 em maio de 2004, Jeffrey Katzenberg revelou que a história de Shrek foi planejada para transcorrer em cinco filmes desde o começo. "Antes de terminarmos o primeiro filme, discutimos a história inteira do Shrek e dissemos que cada um dos capítulos responde perguntas sobre o primeiro filme e nos proporciona um aprofundamento na compreensão", disse Katzenberg, "Shrek 3 e 4 revelarão outras perguntas não respondidas e, finalmente, no último capítulo, entenderemos como o Shrek foi parar neste pântano, no momento em que o conhecemos no primeiro filme." Após o lançamento de Shrek the Third em 2007, Katzenberg anunciou que o quinto filme seria lançado em 2013.
Em maio de 2009, a DreamWorks anunciou que o título do quarto filme seria Shrek Forever After, indicando que seria o último na série. Mais tarde no mesmo ano, isto foi confirmado por Bill Damaschke, chefe de produção criativa da empresa. Ele afirmou: "Tudo o que amamos no Shrek do primeiro filme será trazido para o último filme".
Em 2010, Josh Klausner, um dos roteiristas de Shrek Forever After, explicou a evolução do script: "Quando me juntei ao projeto, não era para este ser o capítulo final — originalmente, haveria cinco filmes do Shrek. Então, após um ano de desenvolvimento, Jeffrey Katzenberg decidiu que a história que criamos seria a maneira correta da jornada do Shrek terminar."
Em fevereiro de 2014, numa entrevista para o Fox Business Network, Katzenberg sugeriu que um quinto filme ainda poderia ser feito. "Nós queremos dar a eles um pouco de descanso", falou dos personagens. "Mas eu acho que vocês podem ter certeza que haverá outro capítulo na série do Shrek. Nós não acabamos, e o mais importante: ele também não."
Em 15 de junho de 2016, após a NBCUniversal comprar a DreamWorks Animation por US$3,8 bilhões, Steve Burke, chefe da NBCUniversal, discutiu planos de reviver a franquia, juntamente aos outros filmes da DreamWorks. Em julho de 2016, a DreamWorks anunciou que o quinto filme seria lançado no segundo semestre de 2019.[carece de fontes?] No entanto, isso não aconteceu.
Em abril de 2023, Meledandri revelou que um quinto filme ainda estava em negociações com o retorno do elenco original. 

## Universo da série
O universo onde se passa Shrek é um ambiente de fantasia rodeado de referências à cultura popular.

### Personagens
Principais
- Shrek
  - Dublagem: Mike Myers (original), Michael Gough (original, canto), Mauro Ramos (Brasil), Bussunda (Brasil, 2001-2004), José Jorge Duarte (Portugal)
  - Descrição: O ogro verde protagonista da série. Seu visual é baseado no lutador francês Maurice Tillet e sua personalidade possui bem mais traços humanos que o Shrek original de William Steig, realçados ainda mais ao longo da série. Natural de um pântano, tem hábitos peculiares de um ogro, como tomar banho de lama e comer insetos, ratos e olhos. No começo da história, ele mora sozinho em sua casa no pântano e espanta todos que ousam se aproximar do local, mas quando a situação o obriga a resgatar a princesa Fiona para cumprir um acordo com Lord Farquaad, ele e a princesa acabam percebendo que têm muito em comum e se apaixonam, o que também desenvolve o lado social de Shrek, levando-o a criar fortes laços de amizade com Burro, o burro falante que decide acompanhá-lo em sua jornada, e mais tarde com outros personagens de contos de fada que conhece. No final da série, ele tem uma família com Fiona, é um grande amigo de Burro, Gato de Botas e os outros personagens com quem convive, além de ter se tornado muito popular.
- Princesa Fiona
  - Dublagem: Cameron Diaz (original), Renee Sands (original, canto), Sally Dworsky (original, canto, 2001), Fernanda Crispim (Brasil), Cláudia Cadima (Portugal)
  - Descrição: Uma princesa que, no começo da história, vive trancada numa torre em um castelo abandonado guardado por um dragão. Ela foi presa lá por seus pais, o rei e a rainha, por causa de uma maldição lançada por uma bruxa que a transformava em uma ogra durante a noite. Shrek, junto a Burro, é o primeiro a conseguir resgatá-la sem ser morto pelo dragão. Ele acaba se apaixonando por ela e, no final do primeiro filme, os dois se casam e dão o "primeiro beijo do amor verdadeiro", que a liberta de sua maldição e a faz tomar sua forma real (a de uma ogra) permanentemente. Desde pequena, ela aprendeu a lutar e se defender e compartilha muitos hábitos e gostos em comum com Shrek, como o apreço por comida de ogro.
- Burro
  - Dublagem: Eddie Murphy (original), Mário Jorge Andrade (Brasil), Rui Paulo (Portugal)
  - Descrição: Um burro falante que decide acompanhar Shrek na sua jornada para resgatar Fiona. Apesar da tendência inicialmente antipática de Shrek, eles acabam se tornando grandes e inseparáveis amigos. Ele fala excessivamente e tem hábitos petulantes, o que muitas vezes irrita Shrek. Em algumas situações, também se mostra medroso.
- Gato de Botas
  - Dublagem: Antonio Banderas (original, filmes), Eric Bauza (original, série de TV), Alexandre Moreno (Brasil), Paulo Oom (Portugal)
  - Descrição: Um gato espadachim espanhol, baseado no conto de fadas de mesmo nome e no Zorro. Ele aparece pela primeira vez no segundo filme, em que é apresentado como um matador de ogros que foi contratado pelo rei para matar Shrek. Ao invés disso, ele acaba se aliando ao ogro e ao Burro e desenvolve uma amizade com os dois (apesar dos ciúmes de Burro no começo). Em 2011, ganhou seu filme, que inspirou uma série de TV, tornando-se o único personagem além de Shrek a ter uma franquia com seu nome.

Coadjuvantes - contos de fada amigos de Shrek
- Dragão
  - Dublagem: Frank Welker (original)
  - Descrição: O dragão fêmea guardião do castelo em que Fiona está presa no começo da série. Burro e ela acabam se apaixonando e mais tarde tendo filhos. Isso também ajuda a distraí-la enquanto Shrek resgata Fiona. Nos outros filmes, ela é mais uma aliada de Shrek e seus amigos, inclusive servindo-os de transporte aéreo a longas distâncias.
- Biscoito
  - Dublagem: Conrad Vernon (original), Marcelo Coutinho (Brasil), Carlos Macedo (Portugal)
  - Descrição: Um biscoito em formato de pessoa feito por um padeiro. Tem um trauma por retirarem seus botões de açúcar.
- Pinóquio
  - Dublagem: Cody Cameron (original), Manolo Rey (Brasil), Paulo Oom (Portugal)
  - Descrição: Conforme sua história original, um boneco de madeira criado por Gepetto, que sonha em ser um menino de verdade e cujo nariz de madeira cresce cada vez que conta uma mentira.
- Três Ratos Cegos
  - Dublagem: Cody Cameron (original), Carlos Macedo, Paulo B. e Paulo Oom (Portugal)
  - Descrição: Três ratos brancos cegos que usam óculos escuros, personagens de uma popular cantiga de rodas.
- Três Porquinhos
  - Dublagem: Cody Cameron (original), José Luiz Barbeito (Brasil), Carlos Macedo, Carlos Freixo e André Maia (Portugal)
  - Descrição: Como no conto original, três irmãos porcos que temem o lobo mau.
- Lobo Mau
  - Dublagem: Aron Warner (original), Luis Carlos Persy (Brasil), Carlos Freixo (Portugal)
  - Descrição: O lobo mau da história dos três porquinhos.
- Espelho Mágico
  - Dublagem: Chris Miller (original), Márcio Simões (Brasil), Carlos Freixo (Portugal)
  - Descrição: Um espelho oval senciente, capaz de responder perguntas que lhe fazem e mostrar o que pedem (imitando um quadro ou TV). Seu rosto é uma máscara de teatro e ele fala como um apresentador de TV.
- Mongo
  - Dublagem: Conrad Vernon (original). Carlos Macedo (Portugal)
  - Descrição: Uma versão gigante mas pouco inteligente de Biscoito. É feito pelo mesmo padeiro que fez biscoito a pedido de Shrek. Ajuda Shrek e seus amigos a irem até o castelo e enfrentar os soldados no segundo filme, porém é morto em batalha.

Parentes de Fiona
- Rei Harold
  - Dublagem: John Cleese (original), Isaac Bardavid (Brasil), Rui Mendes (Portugal)
  - Descrição: Pai de Fiona e rei de Tão Tão Distante. No começo de sua vida era um sapo que vivia em uma poça, até ser beijado pela princesa Lillian, tornando-se humano e rei, conforme o efeito de uma magia da Fada Madrinha. No começo, fica furioso ao descobrir que o marido de sua filha é um ogro e, a pedido da Fada Madrinha, contrata o Gato de Botas para matá-lo. Mais tarde, no entanto, repensa sua postura e passa a amá-lo do jeito que é, considerando-o como seu filho. No final do segundo filme, ele se sacrifica por Shrek: quando a Fada Madrinha lança um raio para atacar o ogro, Harold se joga na frente dele e é atingido no lugar dele; a magia o faz voltar à sua forma original (um sapo) até o fim da sua vida. Ele morre de velhice no começo do terceiro filme, convidando Shrek a ocupar o trono, porém Shrek rejeita, dando espaço ao único herdeiro restante: seu sobrinho Arthur.
- Rainha Lillian
  - Dublagem: Julie Andrews (original), Emília Rey (Brasil), Carmen Santos (Portugal)
  - Descrição: Mãe de Fiona, rainha de Tão Tão Distante e esposa de Harold, que o beijou, transformando-o num ser humano. Ela é mais tolerante à filha ter se casado com um ogro e, apesar de estranhar, aceita-os desde o começo, ao contrário de Harold. Assim como a filha, sabe lutar e quebra paredes com a cabeça, ajudando as princesas a escaparem da prisão no terceiro filme.
- Arthur Pendragon
  - Dublagem: Justin Timberlake (original), Gustavo Pereira (Brasil), Tiago Retrê (Portugal)
  - Descrição: Primo de Fiona e único herdeiro restante (além de Shrek) do trono de Tão Tão Distante após a morte de Harold. É um adolescente rejeitado que estuda na Universidade de Worcestershire no momento em que Shrek a visita para anunciar que ele é rei. Inicialmente, ele fica bem entusiasmado com a ideia, mas após ouvir que um rei tem responsabilidades demais, resolve desistir. Até o fim do terceiro filme, no entanto, ele ajuda Shrek em sua aventura e aceita assumir seu trono.

Coadjuvantes - crianças
- Draburros
  - Dublagem: Frank Welker (original)
  - Descrição: Os filhotes de Burro com Dragão. São criaturas híbridas: burros com asas e calda de dragão, capazes de voar e cuspir fogo. Seus nomes são Jabuticaba, Paçoca, Torone Montervegine, Coco, Debbie e Eclair. Aparecem pela primeira vez na cena especial após o final do segundo filme.
- Ogros bebês
  - Dublagem: Diversa
  - Descrição: Os três filhos ogros de Shrek com Fiona, chamados Flatus, Fergus e Felicia. Shrek é inicialmente avesso à ideia de filhos ogros, mas depois passa a aceitá-los. Aparecem pela primeira vez no terceiro filme, em que Fiona anuncia que está grávida.

Coadjuvantes - outros
- Doris ou Irmã Feia
  - Dublagem: Larry King (original), Maurício Berger (Brasil), Pedro Bial (Brasil, 2004), Rui Unas (Portugal)
  - Descrição: Uma das meias-irmãs de Cinderela, sendo a outra Mabel. É uma garçonete com voz e aparência masculina, que aparece primeiro no segundo filme. Ajuda Fiona, Lillian e as princesas a escapar de sua prisão no terceiro filme.
- Princesas
  - Dublagem: Diversa, Joana Manuel, Patrícia Bull, Sandra de Castro e Helena Montez (Portugal)
  - Descrição: Branca de Neve, Bela Adormecida, Cinderela e Rapunzel, as princesas amigas de Fiona, oriundas de diversos contos de fadas. Junto a Fiona, Lillian, Doris, Gato de Botas e Burro, elas formam um time de lutadoras para escapar de sua prisão no terceiro filme. Rapunzel mais tarde alia-se ao Príncipe Encantado, traindo as demais princesas. No final do filme, no entanto, é revelado que ela é na verdade careca e usa peruca.
- Merlin
  - Dublagem: Eric Idle (original), Waldyr Sant'anna (Brasil), Heitor Lourenço (Portugal)
  - Descrição: Um mago atrapalhado que costumava ser o professor de magia na universidade de Arthur. Lança um feitiço que ajuda Shrek e seus amigos a chegarem a Tão Tão Distante no terceiro filme, mas fazendo Burro e Gato de Botas trocarem de corpo.
- Resistência Ogra
  - Dublagem: Diversa
  - Descrição: Na realidade alternativa do quarto filme, uma sociedade de ogros guerreiros que vive isolada embaixo da terra e planeja tomar o trono de Rumpelstiltskin. São liderados pela versão alternativa de Fiona.

Vilões principais
- Lord Farquaad
  - Dublagem: John Lithgow (original), Cláudio Galvan (Brasil), Filipe Duarte (Portugal)
  - Descrição: O vilão do primeiro filme. É o ditador baixinho e esnobe da terra de Duloc (que lembra um parque temático da Disney). Para realizar seu sonho de se tornar um rei de verdade, precisa se casar com uma princesa. Ele escolhe a Princesa Fiona. No entanto, em vez de ir resgatá-la por conta própria, convoca uma competição entre seus soldados para selecionar o vencedor que irá fazer o serviço por ele. Shrek acidentalmente interrompe e vence a competição e por isso é enviado para resgatar a princesa. No final do filme, quase se casa com Fiona, mas é interrompido quando Shrek protesta e revela sua paixão pela princesa. Farquaad logo depois é devorado pelo Dragão. Aparece como um fantasma em Shrek 4-D.
- Fada Madrinha
  - Dublagem: Jennifer Saunders (original), Márcia Coutinho (Brasil), Paula Fonseca (Portugal)
  - Descrição: A vilã do segundo filme, mãe do Príncipe Encantado. Ela não aceita a ideia de que ogros possam se casar e viver felizes para sempre e por isso tenta fazer de tudo para acabar com o casamento de Fiona com Shrek e fazê-la se casar com seu filho em vez disso. Também é a dona da maior fábrica de poções do reino, que produz diversos tipos de poções. Ela lançou a magia que permitiu que o sapo Harold se tornasse um humano ao ser beijado pelo seu amor. No final do segundo filme, seu feitiço mortal direcionado a Shrek bate em Harold e reflete de volta nela, fazendo-a deixar de existir.
- Príncipe Encantado
  - Dublagem: Rupert Everett (original), Ettore Zuim (Brasil), João Craveiro Reis (Portugal)
  - Descrição: O filho da Fada Madrinha, vilão do segundo e do terceiro filme. É o típico príncipe belo, romântico e corajoso que libertaria a princesa Fiona caso Shrek não o tivesse feito, porém é também muito arrogante e mimado. Como parte de um acordo que sua mãe faz com Harold, ele finge para Fiona ser Shrek transformado pela poção Felizes para Sempre e a beija, porém como Harold não cumpriu sua parte do acordo de fazer Fiona beber a poção do amor, ela não se apaixona por ele. No terceiro filme, ele é um ator de teatro ridicularizado por sua derrota no segundo filme e resolve se aliar aos vilões de contos de fada para se vingar de Shrek e tomar o trono de Tão Tão Distante, porém fracassa quando Arthur convence os vilões de que eles não são perdedores. No final, um cenário de teatro cai em cima dele, não deixando claro se ele morreu ou não.
- Rumpelstiltskin
  - Dublagem: Walt Dohrn (original), Conrad Vernon (original, versão de 2007), Cláudio Galvan (Brasil), André Maia (Portugal)
  - Descrição: O vilão do quarto filme, baseado no personagem homônimo. No universo de Shrek, Rumpelstiltskin tem o poder de fazer magias mirabolantes (por exemplo, fazer alguém ser rei por um mês) quando a pessoa assina seus contratos; no entanto, também é conhecido por se aproveitar de seus clientes tapeando-os. É revelado que os pais de Fiona estavam a ponto de assinar um contrato entregando-lhe o reino de Tão Tão Distante em troca de livrar sua filha de sua maldição, porém, eles foram informados que Shrek resgatou a princesa instantes antes de assinarem. Isso faz o personagem ficar com raiva de Shrek e o incitar a assinar um contrato entregando o dia em que ele nasceu (fazendo ele deixar de existir após o fim desse dia) em troca dele poder voltar por um dia à época em que era um ogro temido. Isso cria uma realidade alternativa em que Rumpelstiltskin é o rei de Tão Tão Distante e comanda uma sociedade de bruxas, porém ele volta à sua forma original quando Shrek encontra a Fiona desta realidade e a beija, anulando o contrato.

Outros vilões
- Soldados de Farquaad
  - Dublagem: Diversa
  - Descrição: Aparecem como oponentes de Shrek e Burro no primeiro filme, com quem Shrek luta e (sem perceber) vence a competição que selecionaria o resgatante de Fiona.
- Thelonius
  - Dublagem: Christopher Knights (original)
  - Descrição: Um homem encapuzado, de olhos amarelos, que serve Farquaad.
- Monsieur Hood
  - Dublagem: Vincent Cassel (original), Guilherme Briggs (Brasil), Ricardo Afonso (Portugal)
  - Descrição: Uma versão francesa de Robin Hood, que anda com seus aliados. Aparece no primeiro filme como um obstáculo menor para Shrek, Fiona e Burro. Eles também comparecem no casamento de Shrek e Fiona posteriormente.
- Capitão Gancho
  - Dublagem: Ian McShane (original), Pedro Bargado (Portugal)
  - Descrição: Baseado no vilão homônimo do conto de Peter Pan, é um capitão pirata com um gancho no lugar da mão direita. Aparece como pianista da taverna Maçã Envenenada no segundo filme e como um dos principais vilões convocados pelo Príncipe Encantado no terceiro filme.
- Ciclope
  - Dublagem: Mark Valley (original), Ricardo Juarez (Brasil)
  - Descrição: Um ciclope aparece como porteiro do Maçã Envenenada no segundo filme. No terceiro, ele mostra ter uma filha e é um dos vilões que se unem ao Príncipe Encantado.
- Mabel ou Irmã Feia
  - Dublagem: Regis Philbin (original), Márcio Simões (Brasil), Manuel Luís Goucha (Portugal)
  - Descrição: Irmã de Doris e a outra meia-irmã de Cinderela. Ao contrário de Doris, toma uma postura antagonista e se alia aos vilões no terceiro filme, porém mais tarde renega essa posição.
- Árvores Falantes
  - Dublagem: Andrew Birch e Christopher Knights (original)
  - Descrição: Aliam-se ao time de vilões no terceiro filme e agem como paraquedistas pousando em Tão Tão Distante e como guardas do castelo segurando pedaços de madeira que lembram espingardas.
- Bruxas
  - Dublagem: Diversa
  - Descrição: Uma sociedade de bruxas perversas leais a Rumpelstiltskin em sua realidade alternativa. Voam em vassouras e delas atacam abóboras de Halloween.
- Flautista de Hamelin
  - Dublagem: Nenhuma. Flauta tocada por Jeremy Steig (filho de William Steig)
  - Descrição: Baseado no conto homônimo, toca uma flauta capaz de fazer diversos tipos de personagens fantásticos, como bruxas e ogros, dançarem involuntariamente e sem parar. Aparece no quarto filme como ajudante de Rumpelstiltskin e não fala.

### Locais
O mundo onde se passa Shrek imita o cenário dos contos de fada: cultura tipicamente medieval, com castelos, palácios, casas germânicas, ruas de pedra, cavaleiros com espada e armadura, princesas, junto às diversas criaturas fantásticas, como fadas, animais falantes, dragões, ogros, incluindo personagens de famosos contos de fadas. Esse cenário de fantasia, no entanto, é recheado de paralelos satíricos à cultura ocidental (principalmente a americana), um dos fatores cruciais para o sucesso da série.
- Pântano - É o habitat natural de Shrek, onde fica localizada sua casa (embaixo de uma árvore). Lá ele costuma tomar banho de lama, comer insetos, entre outros hábitos peculiares de um ogro. No começo da série ele também fechava o pântano com uma cerca e colocava uma placa avisando "Cuidado com o Ogro", que foi mudada para "Cuidado com os Ogros" após se casar com Fiona. Na realidade alternativa de Rumpelstiltskin, o pântano é uma área seca e inabitada e a casa de Shrek nunca foi construída.
- Duloc - A vila sob o domínio de Lord Farquaad. Localizada no meio de um campo de milho, é fechada por muros altos. Suas casas aparentam minúsculas em comparação ao gigantesco palácio de Farquaad ao centro. Criada para ser uma "cidade perfeita", é projetada simetricamente e seus cidadãos são ensinados a seguirem regras rígidas (lembrando uma distopia). Muitas de suas características também lembram um parque temático da Disney. Após Farquaad ser derrotado, Duloc torna-se um local abandonado e assombrado.
- Castelo do Dragão - Um castelo abandonado rodeado por um lago de lava. Guardado pelo temido Dragão, é onde a princesa Fiona foi trancafiada pelos seus pais, o rei e a rainha, por causa de sua maldição. Muitos cavaleiros já tentaram resgatá-la de lá mas foram mortos pelo Dragão. Shrek e Burro, no entanto, conseguem finalmente tirá-la de lá. Após o Dragão começar a se relacionar com Burro, ela deixa o local, tornando-o definitivamente inabitado.
- Reino de Tão Tão Distante (originalmente Far Far Away, Bué Bué Longe em Portugal) - É um belo, porém distante reino comandado pela família de Fiona, que habita em seu grande palácio. Uma paródia de Hollywood, é o lar de muitos personagens famosos de contos de fadas, como princesas e vilões, além de diversas criaturas mágicas. A taverna Maçã Envenenada também é localizada lá. Na realidade alternativa de Rumpelstiltskin, o reino é pobre e tomado pela tristeza, com toda a riqueza concentrada no palácio (totalmente remodelado), onde o vilão vive com suas comparsas bruxas.
- Worcestershire - A universidade onde estuda Arthur Pendragon até ser convocado ao trono de Tão Tão Distante. É praticamente uma versão medieval de uma universidade comum, com o comportamento dos estudantes análogo ao dos estereótipos adolescentes.
- Ilha de Merlin - Uma ilha onde vive o mago Merlin. Shrek e seus amigos, junto a Arthur, acabam acidentalmente encalhando lá.

## Produção
Apesar dos avanços na computação ao longo da década de 2000, o uso cada vez mais frequente de certas técnicas inovadoras, tais como iluminação global, simulação dinâmica e 3D, fez com que cada vez mais horas de processamento central fossem necessárias para renderizar os filmes. A DreamWorks afirmou que cada filme novo da série exigiu aproximadamente o dobro de processamento em relação ao anterior. O filme original de 2001 requereu aproximadamente 5 milhões de horas de processamento, enquanto Shrek 2 requereu 10 milhões, Shrek Terceiro 20 milhões, o último filme da série aproximadamente 50 milhões, por renderizar o dobro de frames, e o filme do Gato de Botas 63 milhões. Esta tendência técnica ficou conhecida na indústria da animação como a "lei de Shrek". De forma análoga à lei de Moore, a lei de Shrek diz que "as horas de processamento necessárias para completar a produção de uma sequência cinematográfica dobrarão em relação ao seu valor no filme anterior".

### Conceitos originais
Ao longo do desenvolvimento de cada um dos filmes, a história e outros aspectos passaram por diversas mudanças. É sabido que, desde o começo, uma história foi projetada para transcorrer em cinco filmes.

#### Shrek
- O design original de Shrek era muito mais similar ao ogro do livro de Steig, tanto visualmente como em questões de personalidade. Ele teria um rosto mais cartunesco em vez de arredondado e realista, usaria sandálias e seria mais bruto e troglodita.
- Steven Spielberg foi inicialmente convidado para dirigir o filme. Ele insistiu que fosse uma animação tradicional em vez de computação gráfica. Na mesma época, ele tinha sido convidado para dirigir a série Harry Potter e também sugeriu que esta fosse animada em vez de live action.
- O filme foi quase feito em stop motion. Uma combinação de computação gráfica com cenários reais também foi cogitada. No entanto, devido ao custo e tempo envolvido, essas possibilidades foram descartadas e decidiu-se fazer o filme totalmente em computação gráfica.
- Nicolas Cage foi convidado para fazer a voz de Shrek, mas desistiu do papel por não querer parecer "um ogro feio". Chris Farley incorporou então o papel e dublou quase todo o diálogo. No entanto, como ele morreu antes da produção ser finalizada, sua versão teve que ser descartada e substituída pela dublagem de Mike Myers. Myers insistiu que todo o roteiro fosse re-escrito, pois não queria nenhum traço da dublagem de Farley.
- No roteiro original, Fiona seria uma ogra desde o começo. Seu pai e mãe seriam o rei e a rainha humanos de Duloc, que trancafiariam a filha ogra numa torre para protegê-la. Seus pais morreriam e Farquaad ocuparia o trono. Ela escaparia da torre sozinha e encontraria uma bruxa, Dama Fortuna, que lhe daria uma poção que a transformaria numa bela humana, porém a transformando em ogra de novo à noite, até beijar seu amor verdadeiro. Este roteiro foi abolido para simplificar a história, mas os pais de Fiona e a Fada Madrinha, personagens do segundo filme, foram inspirados nessa história original.
- Em outro roteiro planejado, Shrek viveria num depósito de lixo perto de um vilarejo chamado Wart Creek. Em outro, ele viveria com seus pais. Em outro, Farquaad expulsaria as criaturas mágicas de Duloc para transformar o reino inteiro num shopping center gigante.

#### Shrek 2
- A produção deste segundo filme começou antes mesmo do primeiro ser terminado.
- O Príncipe Encantado seria muito mais infantil e birrento.
- O Dragão apareceria no filme principal (e não só nas cenas extras) e também seria afetado pela poção, se transformando em um cavalo-alado.
- O Gato de Botas era para ser inglês em vez de espanhol, mas a produção sentiu que isto o faria muito similar a Lord Farquaad.

#### Shrek Forever After
- O título original era para ser Shrek Goes Fourth (um trocadilho envolvendo os títulos "Shrek Faz o Quarto" e "Shrek Segue Adiante").
- Arthur era para reaparecer nesta sequência, mas suas cenas foram apagadas. Fotos mostraram seu dublador, Justin Timberlake, entrando nos estúdios.
- A ideia de um Gato de Botas gordo e preguiçoso não foi muito bem recebida no começo, mas os roteiristas convenceram a produção de que ela tinha um potencial cômico.

## Trilha sonora
A série é acompanhada por composições de Harry Gregson-Williams e John Powell, além de músicas famosas de diversos artistas, como Leonard Cohen e a banda Smash Mouth.

### Shrek
| N.º | Título                                                                                       | Produtor(es)                            | Duração |  |
| 1.  | "Stay Home" (Performed by Self)                                                              |                                         | 3:31    |  |
| 2.  | "I'm a Believer" (Performed by Smash Mouth)                                                  | Eric Valentine                          | 3:05    |  |
| 3.  | "Like Wow!" (Performed by Leslie Carter)                                                     | Oliver Leiber, David Gamson             | 3:34    |  |
| 4.  | "It Is You (I Have Loved)" (Performed by Dana Glover)                                        | Gavin Greenaway, Harry Gregson-Williams | 3:58    |  |
| 5.  | "Best Years of Our Lives" (Performed by Baha Men)                                            | Michael Mangini, Steven Greenberg       | 2:58    |  |
| 6.  | "Bad Reputation" (Performed by Halfcocked (Original version by Joan Jett used in the film) ) | Joe Barresi                             | 2:20    |  |
| 7.  | "My Beloved Monster" (Performed by Eels)                                                     | Jon Brion, E                            | 2:10    |  |
| 8.  | "You Belong to Me" (Performed by Jason Wade)                                                 | Ron Aniello                             | 2:41    |  |
| 9.  | "All Star" (Perfromed by Smash Mouth)                                                        | Eric Valentine                          | 3:20    |  |
| 10. | "Hallelujah" (Performed by Rufus Wainwright )                                                | Patrick Leonard                         | 4:08    |  |
| 11. | "I'm on My Way" (Performed by The Proclaimers)                                               | Pete Wingfield                          | 3:39    |  |
| 12. | "I'm a Believer (Reprise)" (Performed by Eddie Murphy)                                       | N/A                                     | 1:13    |  |
| 13. | "True Love's First Kiss" (Composed by Harry Gregson-Williams and John Powell)                | Harry Gregson-Williams, John Powell     | 3:10    |  |

### Shrek 2
| N.º            | Título                                 | Artista                         | Duração |  |
| 1.             | "Accidentally in Love"                 | Counting Crows                  | 3:08    |  |
| 2.             | "Holding Out for a Hero"               | Frou Frou                       | 3:21    |  |
| 3.             | "Changes"                              | David Bowie & Butterfly Boucher | 3:22    |  |
| 4.             | "As Lovers Go"                         | Dashboard Confessional          | 3:29    |  |
| 5.             | "Funkytown"                            | Lipps Inc.                      | 3:59    |  |
| 6.             | "I'm on My Way"                        | Rich Price                      | 3:21    |  |
| 7.             | "I Need Some Sleep"                    | Eels                            | 2:28    |  |
| 8.             | "Ever Fallen in Love"                  | Pete Yorn                       | 2:32    |  |
| 9.             | "Little Drop of Poison"                | Tom Waits                       | 3:11    |  |
| 10.            | "You're So True"                       | Joseph Arthur                   | 3:53    |  |
| 11.            | "People Ain't No Good"                 | Nick Cave and the Bad Seeds     | 5:39    |  |
| 12.            | "Fairy Godmother Song"                 | Jennifer Saunders               | 1:52    |  |
| 13.            | "Livin' la Vida Loca"                  | Antonio Banderas & Eddie Murphy | 3:24    |  |
| 14.            | "Holding Out for a Hero" (Bonus track) | Jennifer Saunders               | 3:56    |  |
| 15.            | "On My Way" (Bonus track)              | Phil Collins and Eddie Murphy   | 4:12    |  |
| Duração total: | Duração total:                         | Duração total:                  | 47:35   |  |

- "Funkytown" foi originalmente produzido por Lipps Inc., mas no filme foi usado o remake de Donna Summer.
- Eddie Murphy também canta "Rawhide".
- A canção "Rockin' the Suburbs" de Ben Folds foi usada no trailer do filme, mas não foi incluída na trilha sonora principal.
- Aos 0:05:52 no filme, um trompeteiro toca a melodia de Hawaii Five-O por Morton Stevens.

#### Músicas doFar Far Away Idol
1. "Disco Inferno" - The Trammps; cantado por Burro (Eddie Murphy)
2. "Mr. Roboto" - Styx; cantado por Pinóquio (Cody Cameron)
3. "Girls Just Wanna Have Fun" - Cyndi Lauper; cantado por Doris (Larry King)
4. "Hungry Like the Wolf"  - Duran Duran; cantado pelos Três Porquinhos (Cody Cameron) e o Lobo Mau (Aron Warner)
5. "I'm Too Sexy" - Right Said Fred; cantado pelo Príncipe Encantado (Randy Crenshaw)
6. "I Can See Clearly Now" - Johnny Nash; cantado pelos Três Ratos Cegos (Randy Crenshaw)
7. "Sugar Sugar" - The Archies; cantado pelo Biscoito (Conrad Vernon)
8. "Hooked on a Feeling" - Blue Swede; cantado pelo Capitão Gancho (Matt Mahaffey)
9. "These Boots Are Made for Walking" - Nancy Sinatra; cantado pelo Gato de Botas (Antonio Banderas)
10. "What I Like About You" - The Romantics; cantado por Shrek (Michael Gough) e Fiona (Renee Sands)
11. "My Way" - Frank Sinatra; cantado por Simon Cowell (Rick Riso)

### Shrek the Third
| N.º            | Título                                 | Artista                        | Duração |  |
| 1.             | "Royal Pain"                           | Eels                           | 2:28    |  |
| 2.             | "Do You Remember Rock 'n' Roll Radio?" | The Ramones                    | 3:50    |  |
| 3.             | "Immigrant Song"                       | Led Zeppelin                   | 2:25    |  |
| 4.             | "Barracuda"                            | Fergie                         | 4:39    |  |
| 5.             | "Live and Let Die"                     | Paul McCartney & Wings         | 3:13    |  |
| 6.             | "Best Days"                            | Matt White                     | 3:01    |  |
| 7.             | "Joker & the Thief"                    | Wolfmother                     | 4:41    |  |
| 8.             | "Other Ways"                           | Trevor Hall                    | 3:25    |  |
| 9.             | "Cat's in the Cradle"                  | Harry Chapin                   | 3:46    |  |
| 10.            | "Losing Streak"                        | Eels                           | 2:50    |  |
| 11.            | "What I Gotta Do"                      | Macy Gray                      | 3:09    |  |
| 12.            | "Thank You (End Titles)"               | Eddie Murphy, Antonio Banderas | 4:39    |  |
| 13.            | "Final Showdown"                       | Maya Rudolph, Rupert Everett   | 1:55    |  |
| 14.            | "Charming's Plan"                      | Harry Gregson-Williams         | 2:49    |  |
| Duração total: | Duração total:                         | Duração total:                 | 46:50   |  |

### Shrek Forever After
| N.º            | Título                                  | Artista                           | Duração |  |
| 1.             | "It's the Rumpelstiltskin Show!" (skit) |                                   | 0:30    |  |
| 2.             | "Isn't It Strange"                      | Scissor Sisters                   | 2:18    |  |
| 3.             | "Tough Love for Baba" (skit)            |                                   | 0:12    |  |
| 4.             | "One Love"                              | Antonio Banderas                  | 2:50    |  |
| 5.             | "Sunshine and Rainbows" (skit)          |                                   | 0:19    |  |
| 6.             | "Top of the World"                      | The Carpenters                    | 2:58    |  |
| 7.             | "Cupcake Party" (skit)                  |                                   | 0:19    |  |
| 8.             | "Rumpel's Party Palace"                 | Michael Simpson                   | 1:33    |  |
| 9.             | "Pinocchio Gets His Wish" (skit)        |                                   | 0:39    |  |
| 10.            | "Click Click"                           | Light FM featuring Lloyd Hemmings | 1:32    |  |
| 11.            | "Gingy's Lil' Sugar" (skit)             |                                   | 0:20    |  |
| 12.            | "Darling I Do"                          | Landon Pigg and Lucy Schwartz     | 3:24    |  |
| 13.            | "Shake Your Groove Thing"               | Mike Simpson                      | 1:34    |  |
| 14.            | "Hello"                                 | Lionel Richie                     | 4:08    |  |
| 15.            | "Birthday Bash" (skit)                  |                                   | 0:30    |  |
| 16.            | "Sure Shot"                             | Beastie Boys                      | 3:19    |  |
| 17.            | "Hook's Garrrrden" (skit)               |                                   | 0:24    |  |
| 18.            | "Right Back Where We Started From"      | Maxine Nightingale                | 3:13    |  |
| 19.            | "Wheezer Wig" (skit)                    |                                   | 0:16    |  |
| 20.            | "I'm a Believer"                        | Weezer                            | 2:59    |  |
| 21.            | "Home to Fifi" (skit)                   |                                   | 0:30    |  |
| Duração total: | Duração total:                          | Duração total:                    | 33:47   |  |

## Performance da série

### Bilheteria
| Filme | Data de lançamento    | Lucro            | Lucro              | Lucro          | Posição      | Posição       | Orçamento       | Referência |
| Filme | Data de lançamento    | América do Norte | Outros territórios | Mundial        | EUA e Canadá | Total mundial | Orçamento       | Referência |
| --- | --------------------- | ---------------- | ------------------ | -------------- | ------------ | ------------- | --------------- | ---------- |
| Shrek | 18 de maio de 2001    | $267.665.011     | $220.188.309       | $487.853.320   | 110          | 127           | US$ 60 milhões  | [ 20 ]     |
| Shrek 2 | 19 de maio de 2004    | $441.226.247     | $487.612.511       | $928.760.770   | 32           | 29            | US$ 150 milhões | [ 21 ]     |
| Shrek the Third | 18 de maio de 2007    | $322.719.944     | $490.647.436       | $813.367.380   | 111          | 44            | US$ 160 milhões | [ 22 ]     |
| Shrek Forever After | 21 de maio de 2010    | $238.736.787     | $513.864.080       | $752.600.867   | 91           | 52            | US$ 165 milhões | [ 23 ]     |
| Puss in Boots | 28 de outubro de 2011 | $149.260.504     | $405.726.973       | $554.987.477   | 253          | 97            | US$ 130 milhões | [ 24 ]     |
| Total | Total                 | $1.419.608.493   | $2.091.185.989     | $3.537.569.814 | 6            | 8             | US$ 665 milhões | [ 25 ]     |
| Indicador(es): - (A) indica os totais ajustados com base nos preços de bilheteria atuais (calculados pelo Box Office Mojo). |                       |                  |                    |                |              |               |                 |            |

### Recepção da crítica e do público
| Film                | Rotten Tomatoes    | Metacritic       | CinemaScore |
| ------------------- | ------------------ | ---------------- | ----------- |
| Shrek               | 88% (206 análises) | 84 (34 análises) | A           |
| Shrek 2             | 89% (237 análises) | 75 (40 análises) | A           |
| Shrek the Third     | 42% (214 análises) | 58 (35 análises) | B+          |
| Shrek Forever After | 58% (200 análises) | 58 (35 análises) | A           |
| Puss in Boots       | 86% (153 análises) | 65 (24 análises) | A-          |

### Nomeações aoÓscar
| Prêmio                   | Série principal | Série principal | Série principal | Série principal | Spin-offs     |
| Prêmio                   | Shrek           | Shrek 2         | Shrek 3         | Shrek 4         | Gato de Botas |
| ------------------------ | --------------- | --------------- | --------------- | --------------- | ------------- |
| Melhor roteiro adaptado  | Indicado        |                 |                 |                 |               |
| Melhor filme de animação | Venceu          | Indicado        |                 |                 | Indicado      |
| Melhor canção original   |                 | Indicado        |                 |                 |               |

## Repercussão
Além das mídias oficiais, a série inspirou diversos outros trabalhos artísticos, alguns licenciados pela DreamWorks, outros independentes.

### Histórias em quadrinhos
Três revistas de histórias em quadrinhos com Shrek, Burro e Fiona foram publicadas pela Dark Horse Comics em 2003. Foram escritas por Mark Evanier e ilustradas por Ramon Bachs e Raul Fernandez.
Em 2010 e 2011, a Ape Entertainment produziu outra série de quadrinhos, publicados pela KiZoic. Esta série consistiu numa prequela de 52 páginas de Shrek Forever After e quatro edições de 32 páginas de uma revista intitulada "Shrek".

### Parques de diversões

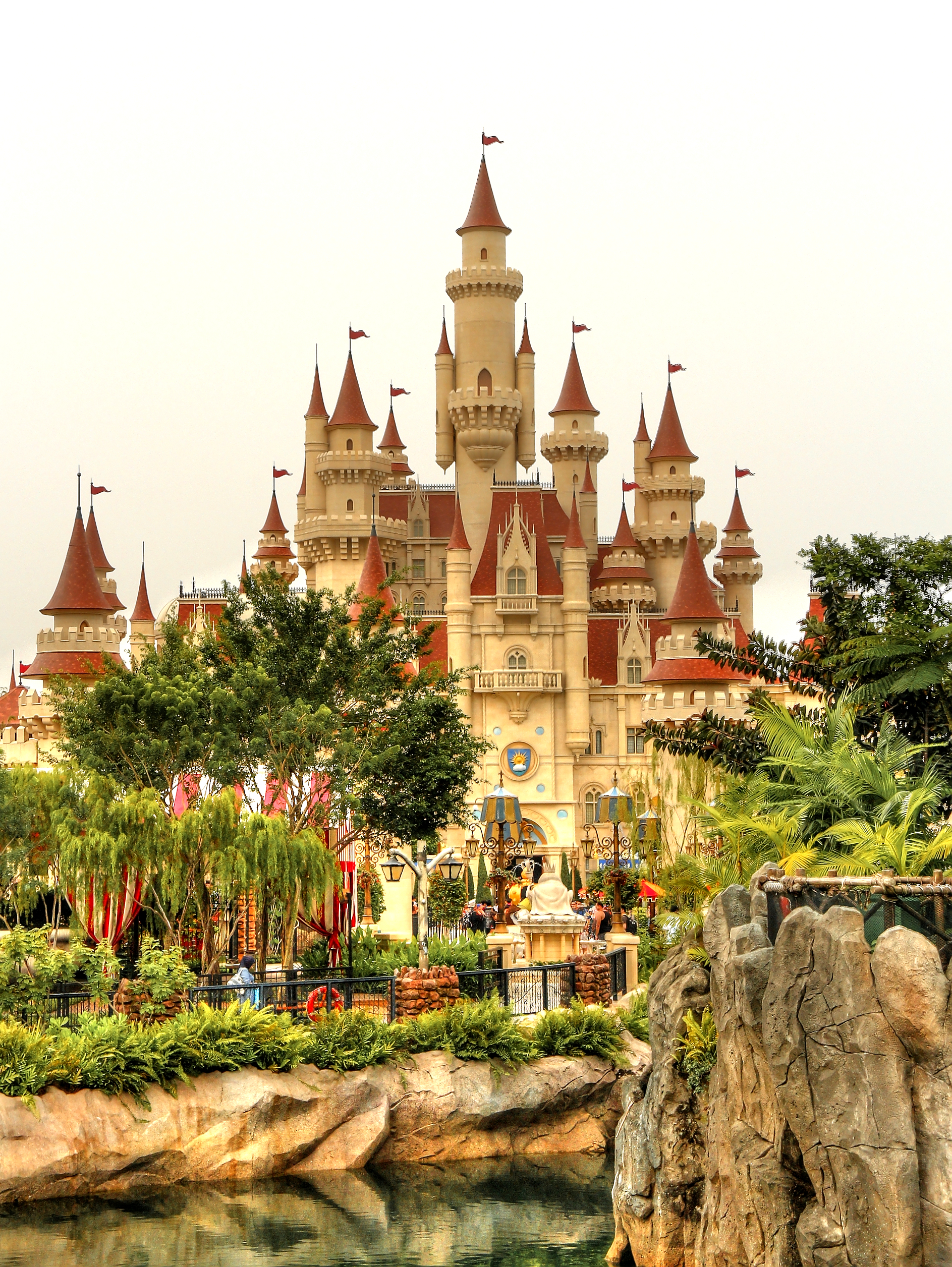
Castelo de Far Far Away na Universal Studios Singapore.

A Universal Studios Singapore, aberta em 2011, tem uma atração chamada Far Far Away (Tão Tão Distante), que consiste numa réplica de 40 metros de altura do palácio visto nos filmes, além de várias outras localidades.
O maior parque temático da Austrália, o Dreamworld, possui uma atração chamada Shrek's Faire Faire Away dentro da área DreamWorks Experience. Aberta em 2012, consiste em quatro atrações giratórias: Dronkey Flyers, Gingy's Glider, Puss in Boots Sword Swing e Shrek's Ogre-Go-Round.
O London County Hall também tem uma atração temática de Shrek, chamada DreamWork's Tours Shrek's Adventure! London, aberta em 2015. Planejada durante nove anos em colaboração com a Merlin Entertainments, a atração consiste numa caminhada de 1900 m² rodeada de personagens e ambientes de Shrek e outras séries da DreamWorks.

### Internet
Recentemente, surgiu na internet um fandom underground do personagem principal. Fãs começaram a redigir histórias bizarras em chans (no formato "green text") retratando o ogro como um ídolo atraente e poderoso por quem seus fãs desejam ser sexualmente penetrados. Esta febre culminou com o vídeo "Shrek is Love, Shrek is Life" ("Shrek é Amor, Shrek é Vida"), que mostra uma das histórias sendo narradas em tom sério acompanhadas por uma animação feita no Source Filmmaker em que Shrek penetra um fã de nove anos. O vídeo fez um grande sucesso e inspirou várias animações do mesmo tipo, que começaram a circular no YouTube.